# Cor amb els dits

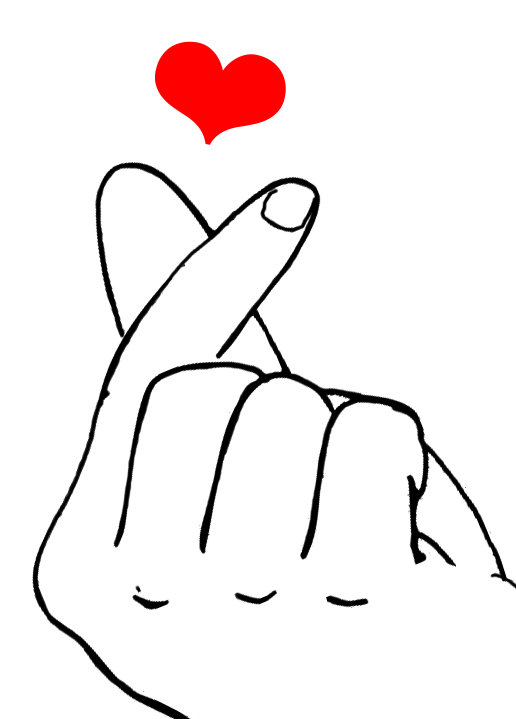
Cor coreà

Un cor amb els dits o el cor coreà (hangul: 손가락 하트; la romanització revisada del coreà songalag hateu) és un gest realitzat quan una persona crea una forma de cor usant els seus dits índex i polze.
Va ser inventat per l'actriu coreana del sud Kim Hye-soo el 2010.
A Corea del Sud és un símbol conegut entre les estrelles del k-pop i els seus seguidors per demostrar agraïment. Posteriorment es va fer popular a les selfies entre amics a Corea del Sud.
El gest amb els dits índex i polze es va fer popular a tot el continent asiàtic a causa de la popularitat allà del k-pop i les obres de drama coreà. Encara que a la resta del món, sobretot al món occidental, és un gest similar al de demanar diners o referir-se a algun article car i, per tant, és fàcil confondre'l amb aquest últim en aquestes parts del món.